# Anna Lindhagen
Pour les articles homonymes, voir Lindhagen.
Anna Lindhagen, née le 7 avril 1870 à Stockholm et morte le 15 mai 1941 dans la même ville, est une femme politique sociale démocrate et une féministe suédoise. Elle est la fille d'Albert Lindhagen et la sœur de Carl et Arthur Lindhagen.
Elle est à l'origine de la politique de mise en place de jardins familiaux à Stockholm.